# Jiří Růžek

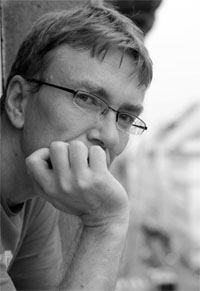
Jiří Růžek

Jiří Růžek [ˈjɪr̝iː ˈruːˈʒek], född 29 augusti 1967, i Litoměřice, Tjeckoslovakien, är en tjeckisk glamour- och aktfotograf.

## Biografi
Jiří Růžek började att fotografera 1995. 2004 flyttade han från sin hemstad till Prag i Tjeckien, där han lever och arbetar med arkitekten och fotografen Ludmila Foblová.
Svart-vita konstnärliga nakenporträttbilder är det han är mest känd för. Sedan 2006 har hans fotografier blivit publicerade i både tryckta och digitala medier. År 2004–2005 fotograferade han några serier om kroppsmålning i samarbete med den kroatiska konstnären Tea Hatadi. Han skapar också 3D-fotografier. I juli 2009 vann hans fotografi České středohoří (Tjekkiska Mellanfjäll - namnet påminner om stället där han föddes) pris i Reflex Magazine som bästa aktfoto..

## Priser
Akty X 2009 – 1 pris (Reflex magazines bästa aktfoto)

## Böcker
- Transit (2009, Euphoria Factory, Japan) ISBN 978-4-06-379405-2
- Nude Photography (2010, Loft Publications, Spanien/Frechmann GmbH., Tyskland) ISBN 978-84-92731-00-8
- Dame tus ojos (2011, Random House, Spanien) ISBN 978-84-253-4574-6
- Fetish Fantasies (2011, Feierabend Unique Books, Tyskland) ISBN 978-3-939998-77-8
- Pussymania (2011, Edition Skylight, Schweiz) ISBN 978-3-03766-622-7

## Galleri

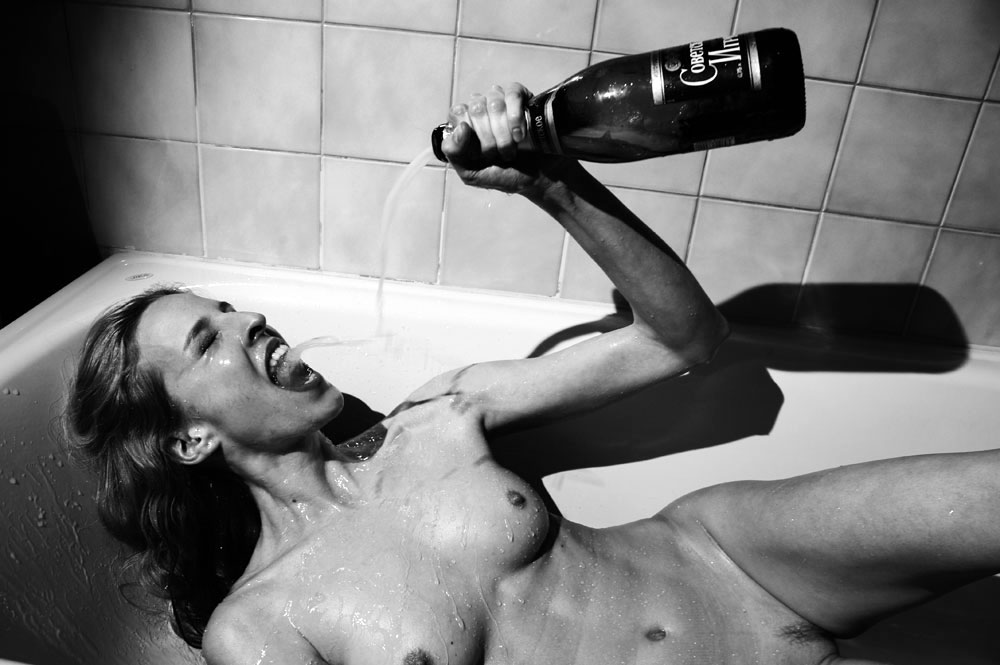
Jiří Růžek: Sovetskoe Igristoe, 2010
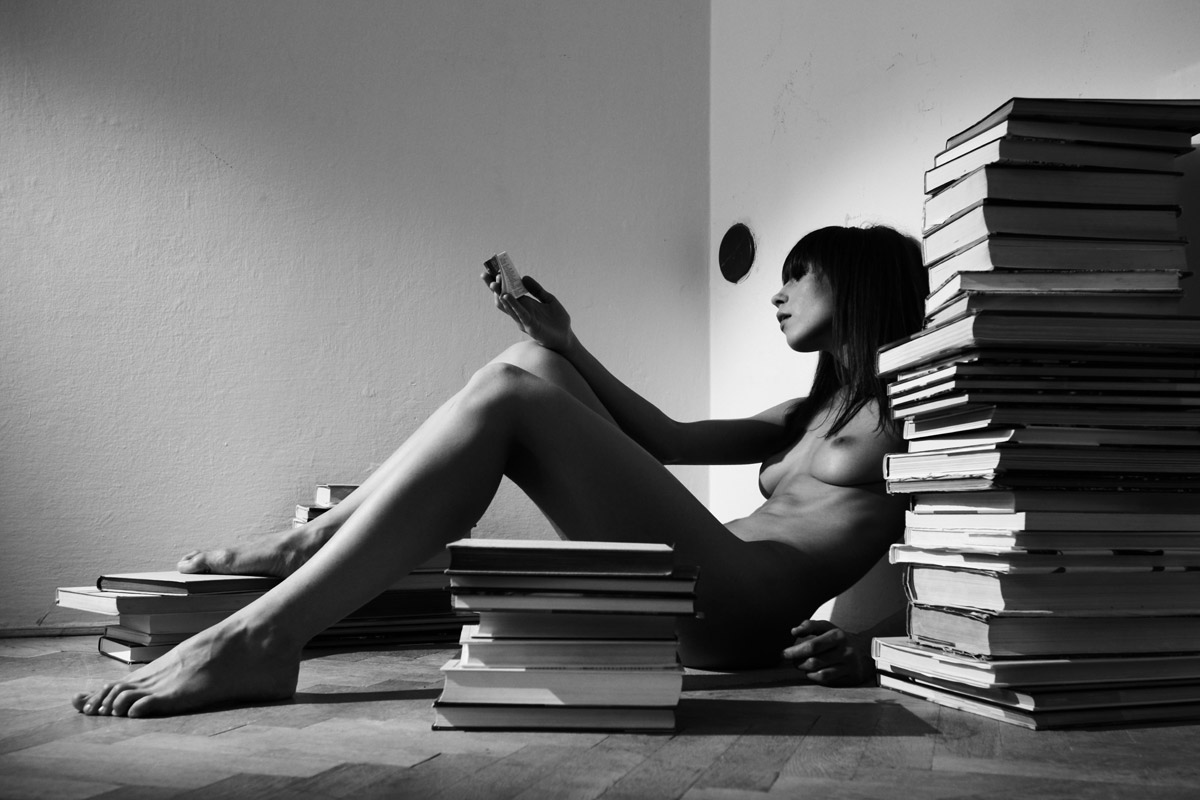
Jiří Růžek: Bookworm, 2010
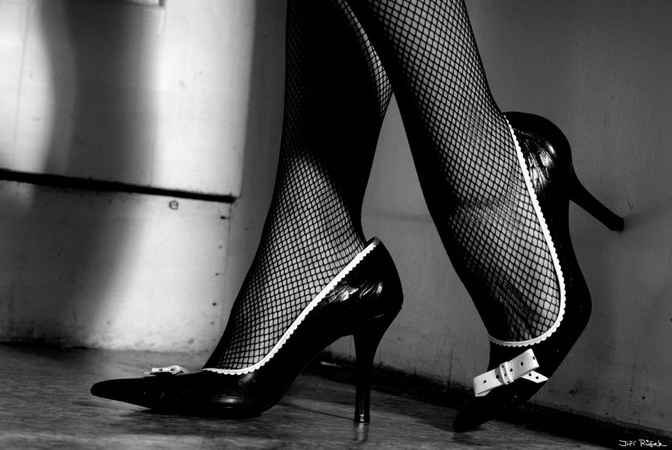
Jiří Růžek: Network, 2007
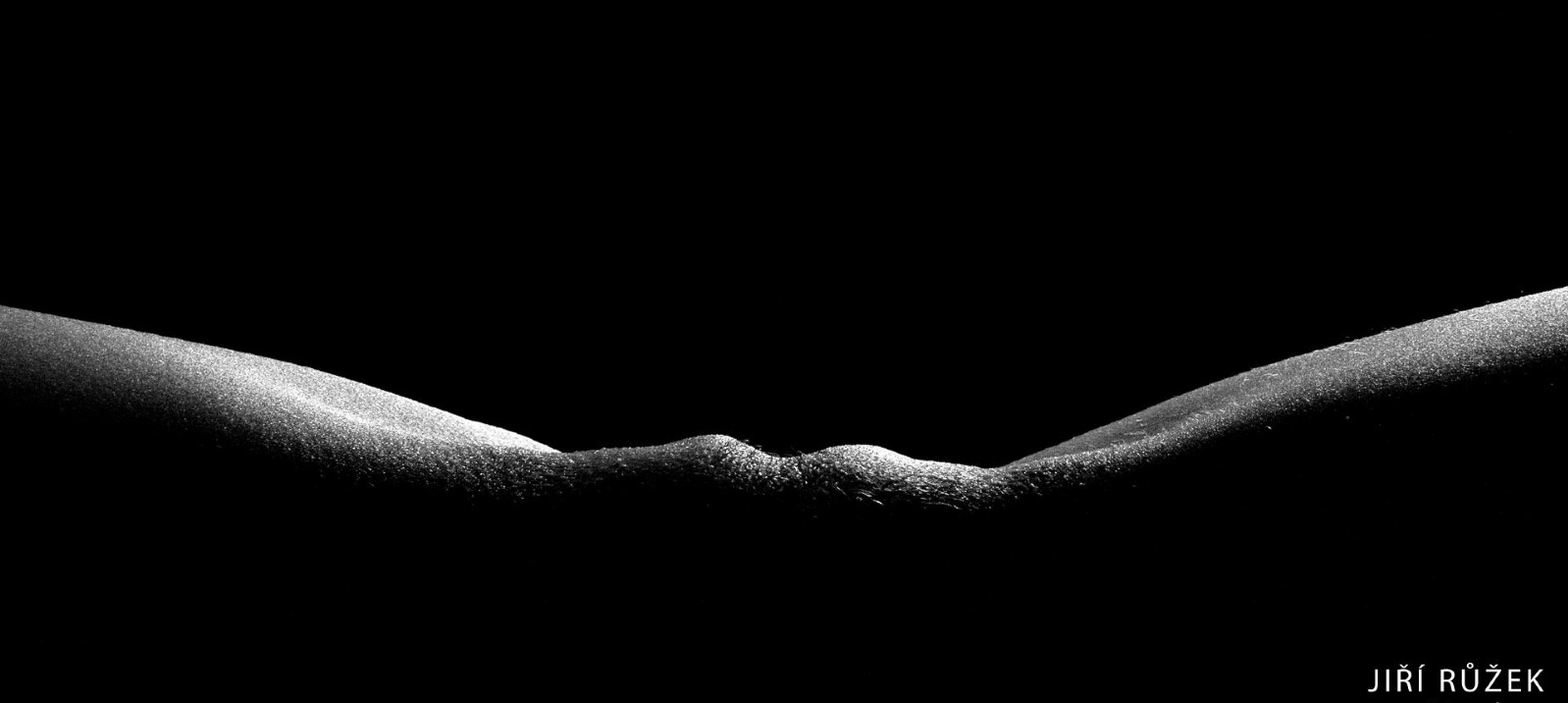
Jiří Růžek: České Středohoří, 2006, Akty X 2009 – 1:a pris
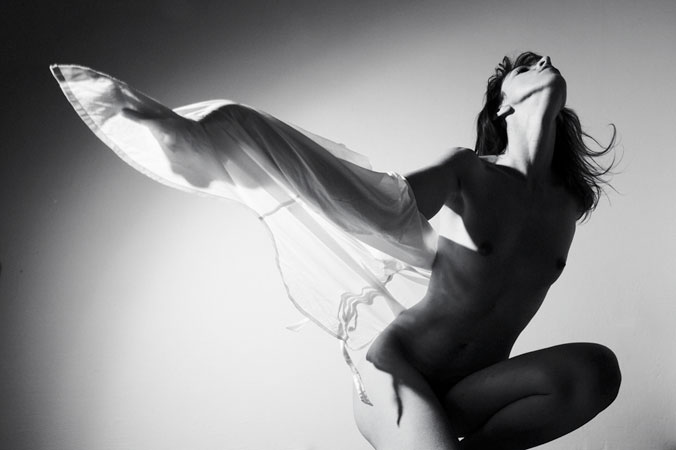
Jiří Růžek: Isis, 2009
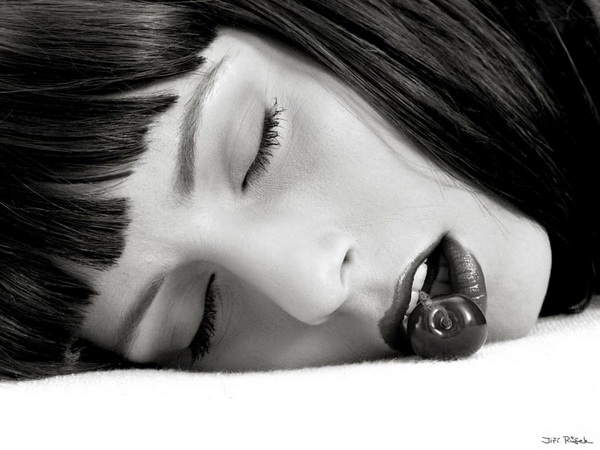
Jiří Růžek: Portrait, 2004
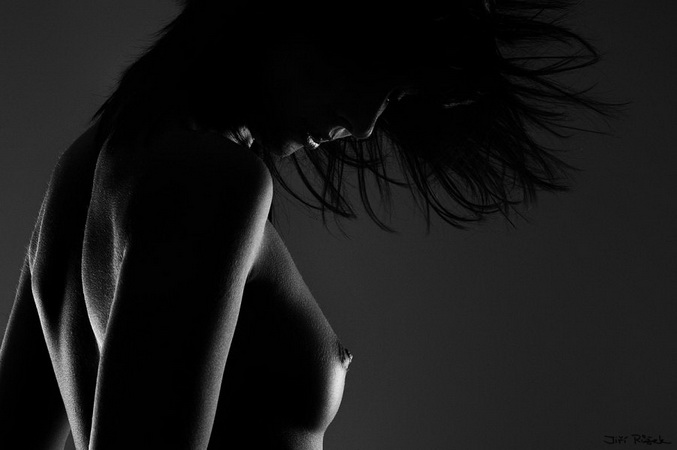
Jiří Růžek: Emma, 2007
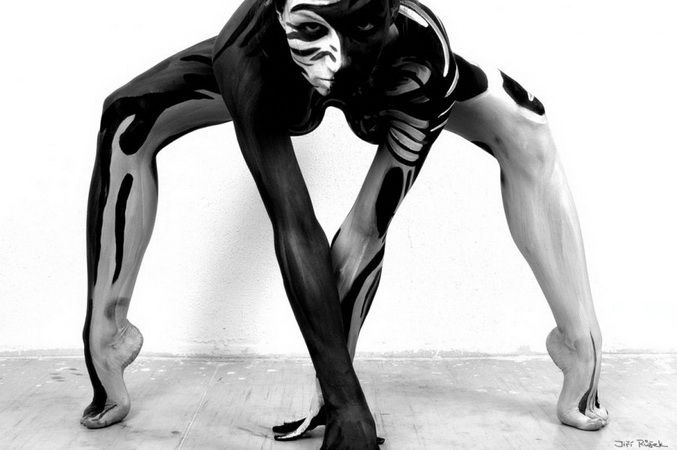
Jiří Růžek: Bodypainting, 2005